# Carbone fossile
Le carbone fossile désigne l'élément carbone présent sous différentes formes dans la croûte terrestre : ressources naturelles riches en carbone comme le charbon, le pétrole et le gaz naturel, ainsi que de nombreuses roches sédimentaires.
L'élément carbone est un des principaux constituants des organismes vivants : faune, flore, fonge, microbes, mais l'essentiel du carbone présent sur Terre l'est sous forme fossile, piégé sous le sol où le vivant l'a accumulé depuis plusieurs centaines de millions d'années. Il résulte directement ou indirectement de la photosynthèse qui a eu lieu dans les paléoenvironnements qui se sont succédé depuis l'apparition des premières espèces photosynthétiques, ce qui fait métaphoriquement dire à JS Dukes que consommer les ressources fossiles en énergie, c'est d'une certaine manière « brûler du soleil qui a été enterré ».

## Stocks et échanges de carbone

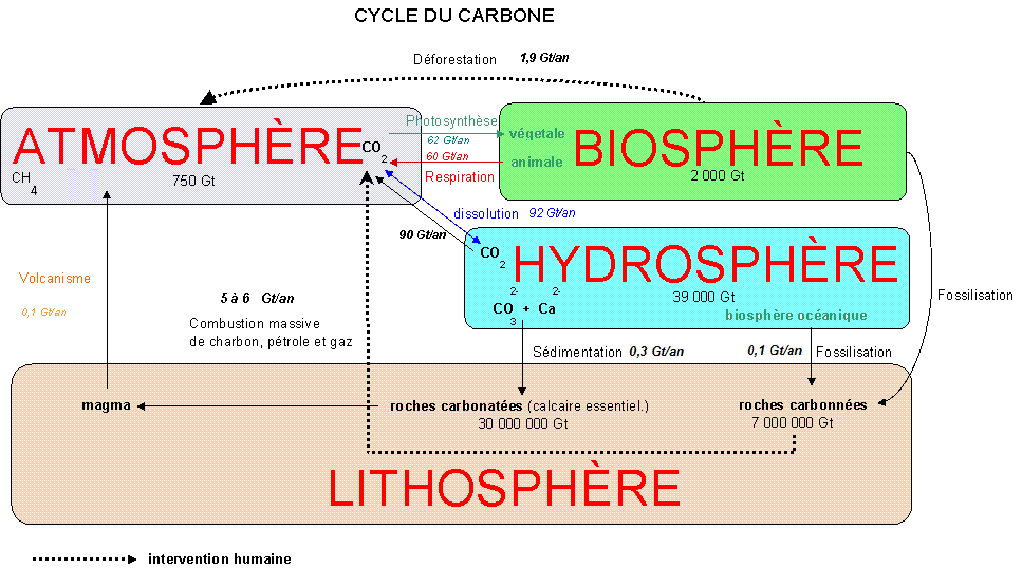
Le cycle du carbone.

L'un des grands défis scientifiques est de calculer, avec une approximation acceptable, les stocks et flux de carbone planétaires. Ils se mesurent en milliards de tonnes, ou gigatonnes (Gt) ; les estimations actuelles sont (en Gt de carbone) :
- 750 Gt dans l'atmosphère ;
- 38 100 Gt dans l'océan intermédiaire (moyen et profond), soit 50 fois plus que dans l'atmosphère ;
- 3 770 Gt dans les sols ;
- 610 Gt pour la faune et la flore.

Quant aux échanges annuels de carbone (CO2) entre l'atmosphère et la Terre, leur plus grande partie est naturelle :
- 60 Gt entre la végétation et l'atmosphère ;
- 90 Gt entre l'océan de surface et l'atmosphère ;
- 40 à 50 Gt entre l'océan de surface et la vie marine.

Mais l'humanité y a ajouté des flux artificiels :
- 6 Gt environ due à la combustion des énergies fossiles ;
- 1 Gt environ due à la déforestation et aux feux de forêt.

## Puits et sources de carbone
On appelle puits de carbone toute zone stockant de manière plus ou moins durable le carbone. On distingue trois types principaux de puits absorbant le carbone atmosphérique à l'état de dioxyde de carbone (CO2) : les écosystèmes continentaux, l'océan et les stocks fossiles ou minéraux.

### Écosystèmes continentaux
Le sol, là où il existe, contient l'essentiel du carbone des écosystèmes terrestres, y compris forestiers (où les plantes interagissent avec des organismes vivants).
Lorsque la température monte, l'activité animale, microbienne et fongique du sol augmente. Dans un écosystème tropical ou équatorial arrivé à maturité, le sol est souvent pauvre et à l'état de climax, les plantes absorbent autant de CO2 que le milieu en produit et elles produisent autant d'oxygène que le milieu en consomme : le bilan total est stable. Les forêts de type amazoniennes ne sont donc ni des « poumons de la planète » ni le puits de carbone espéré puisque la forêt primaire mature, d'un point de vue global, ne produit ni ne consomme de CO2 ou d'oxygène. En phase de croissance, toutes les forêts fixent cependant davantage de carbone qu'elles n'en émettent (hormis en début de croissance, dans le cas de forêt repoussant sur une coupe rase ou un chablis ou après un incendie). La phase de croissance peut durer plusieurs siècles en zone tropicale humide ou boréale, où les bois durs ont une croissance lente (en Amazonie, l'essentiel de la biomasse appartient à des arbres ayant plus de 500 ans). Elle est plus courte en zone tempérée sur les zones pédologiquement riches (un à deux siècles). Passée celle-ci, le carbone se fixe dans le sol et les divers éléments de l'écosystème, mais l'absorption globale devient nulle[réf. nécessaire].

### Océans
Les océans fixent le carbone de deux manières. D'abord en l'absorbant, ensuite en le fixant par photosynthèse sur le phytoplancton. Cette absorption physico-biochimique est permanente et plus importante en eau froide. Favorisée par les grands courants marins qui jouent un rôle très important en entraînant le carbone dissous en surface dans les couches profondes qui, étant plus froides, ont une plus grande capacité de stockage. Finalement, ce carbone se transforme en ions bicarbonates qui précipitent au fond pour y sédimenter.
Cette absorption est soumise aux impératifs de la photosynthèse, ensuite le phytoplancton est consommé en partie par les crustacés, lesquels avec les coraux fixent du carbone sous forme minérale pour leurs coquilles et carapaces. À la mort de l'invertébré, ces parties dures sont entraînées vers les fonds océaniques où elles sédimentent. Recouvrant 70 % de la surface de la Terre, l'océan, jadis considéré comme « un désert liquide », est devenu aujourd'hui : « le premier acteur de la vie sur Terre ».

### Stocks fossiles
Il existe dix formes de stockage du carbone fossile :
- sous forme non combustible (roches, minéraux, fossiles…). Les roches issues de l'océan (la craie, composée de CaCO3), par les processus d'érosion/sédimentation, fixent de grandes quantités de carbone 12 ;
- sous forme combustible (charbon, pétrole et gaz naturel), issus des processus de décomposition de végétaux terrestres dans des conditions très particulières ;
- sous forme d'hydrates de gaz. On a découvert, il y peu, que le sous-sol des forêts boréales et les fonds océaniques contenaient de grandes quantités d'hydrates de méthane. Là, les matières organiques mortes se sédimentent et se décomposent. Ce processus est dirigé par des bactéries méthanogènes, qui sont parmi les plus vieilles formes de vie connues (elles dégradent les déchets organiques par fermentation et produisent du méthane et de l'eau). Bactéries anaérobies, elles ne se trouvent que dans les profondeurs et les milieux mal oxygénés : marécages, tourbières, fonds marins, sous-sols gelés, synonymes pour nous d'odeurs nauséabondes.

Le méthane produit s'hydrate naturellement au contact de l'eau. Si le cycle de ce méthane est encore mal connu, on estime qu'il y aurait 10 000 Gt d'hydrates de gaz, dont 10 à 40 % de gaz véritable (méthane, éthane, propane, butane).
Cette quantité est deux fois plus importante que toutes les réserves de pétrole, charbon et gaz réunies : la quantité de méthane ainsi emprisonnée est 3 000 fois plus importante que celle qui se trouve dans l'atmosphère.

## Réchauffement climatique
Au cours des âges, des quantités gigantesques de carbone fossile ont été accumulées au fond des océans, par la captation par le vivant du carbone qui s'est ensuite fossilisé, soit sous forme d'hydrocarbures (charbon, pétrole et méthane principalement), soit sous forme de carbonates (dérivés du CO2) essentiellement produit par des organismes marins pour la construction de leurs squelettes ou cuticules.
La combustion du carbone fossile relargue du CO2 dans l'atmosphère où une partie s'y accumule en excès, contribuant à l'acidification des pluies et des océans. Or, l'acidification de l'environnement libère une partie du carbone des roches sédimentaires lors de l'altération du carbone organique de la roche et des minéraux sulfurés. Ce CO2 issu de l'altération des roches sédimentaires peut rétroactivement contribuer à accélérer le réchauffement du climat terrestre, sur des échelles de temps millénaires à géologiques. Selon les mesures in situ de l'Observatoire hydrosédimentaire de montagne Draix-Bleone (Alpes-de-Haute-Provence, France), ce flux spécifique de CO2 varie saisonnièrement (quintuplement en été par rapport à l'hiver), augmente avec la température ambiante et est comparable à celui de la respiration du sol. Il augmente d'un facteur 2,2 quand la température croît de 10 °C. Il a donc, dans l'histoire géologique, contribué au forçage du carbone à la surface de la Terre.
La communauté scientifique a confirmé avec les dernières publications[réf. nécessaire] du GIEC la réalité du risque de réchauffement climatique accéléré par relargage anthropique d'énormes quantités de carbone (C12 à 99 %). Le danger ultime est de reproduire les conditions de l'époque du Carbonifère, incompatibles avec de nombreuses formes de vie actuelles, à une vitesse incompatible avec les capacités d'adaptation des espèces évoluées.